# Mombongo
Mombongo est une localité de la province Orientale de la République démocratique du Congo, située entre Basoko et Bumba sur les rives du fleuve Congo. Il est le chef-lieu du groupement qui porte le même nom.
Mombongo est une porte d'entrée pour la chefferie Mombesa, elle est une fierté pour les dignes fils du milieu mais surtout un milieu commercial pour les visiteurs. Mombongo produit des tonnes de maïs et riz par an. Durant la période entre août et décembre, Mombongo reçoit plusieurs commerçants qui viennent pour faire leurs affaires, comme vendre et acheter des produits agricoles, Mombongo est à 290km de Kisangani sur la voie fluviale.
Mombongo appartient à tous les Congolais, tel est le mot d'ordre du feu chef de groupement. À Mombongo, il y a des Mbesa, des Ngando, des Lokele, des Topoke, des fils et fille de Yalemba, d'Ilondo, de Baonga, des Mbuza... Selon les fils et ressortissants de ce coin de la province de la Tshopo, Mombongo est un paradis pour les visiteurs. Mombongo dispose de plusieurs centres de santé et l'un est de référence, Mombongo possède plus de 20 écoles du secondaires et plus de 25 de primaires et 5 écoles maternelles. 